# Bruce Kendall
Bruce Kendall, född den 27 juni 1964 i Papakura, är en nyzeeländsk seglare.
Han tog OS-guld i division II i samband med de olympiska seglingstävlingarna 1988 i Seoul.